# Never Been Kissed
Never Been Kissed is een Amerikaanse film uit 1999 onder regie van Raja Gosnell.

## Verhaal
Josie Geller is een 25-jarige verslaggeefster die de taak heeft een artikel te maken over de jeugd op de middelbare school van tegenwoordig. Ze moet incognito naar de middelbare school en zich voordoen als tiener. Toen ze zelf op de middelbare school zat, was ze al het buitenbeentje, dus dit is een regelrechte ramp voor Josie. Wanneer ze ook nog eens op een leraar verliefd wordt, zit ze in een enorm dilemma.

## Rolverdeling
| Acteur          | Personage      |
| --------------- | -------------- |
| Drew Barrymore  | Josie Geller   |
| Michael Vartan  | Sam Coulson    |
| David Arquette  | Robert Geller  |
| Molly Shannon   | Anita Olesky   |
| Jeremy Jordan   | Guy Perkins    |
| Jessica Alba    | Kirsten Liosis |
| Jordan Ladd     | Gibby Zerefski |
| Marley Shelton  | Kristin Davis  |
| Leelee Sobieski | Aldys          |